# Rahman Rezaei
Rahman Rezaei (persiska رحمان رضايی), född 20 februari 1975 i Nur i Iran, är en persisk tidigare fotbollsspelare. Han spelade i flera iranska och italienska klubbar har även spelat i Irans landslag, där han debuterade 2001 mot Bosnien och Hercegovina.